# Iori
De Iori (Georgisch: იორი, Azerbeidzjaans: Qabırlı) is een rivier met een lengte van 320 kilometer in de Zuid-Kaukasus die ontspringt in Ertso-Tianeti (Grote Kaukasus) in Oost-Georgië, niet ver van de bron van de Alazani rivier. De rivier stroomt parallel aan de Alazani en langs de zuidkant van de Gombori bergrug richting Azerbeidzjan, geflankeerd door de Mtkvari rivier. De Iori vormt kort de grens met Azerbeidzjan en mondt als Gabirry uit in het Mingəçevir reservoir dat onderdeel is van de Mtkvari rivier. 
- Gemeinsame Normdatei: 4238713-9
- Virtual International Authority File: 242630487